# 拉尼斯库尔
拉尼斯库尔（法語：Laniscourt）是法国皮卡第大区埃纳省的一个市镇，属于拉昂区阿尼济堡县。该市镇2009年时的人口为182人。

## 人口
拉尼斯库尔人口变化图示
| 数据来源：INSEE |